# Waldemar Nicolai Ulstrup
Waldemar Nicolai Ulstrup (21. oktober 1796 i Hillerød – 26. juli 1883 i Helsingør) var en dansk officer.
Han var født i Hillerød, hvor hans fader Nicolai Ulstrup var amtsfuldmægtig og ejede et salpeterværk; moderen hed Karen født Schive. I 1810 trådte han som volontør ind i Hæren, blev samme år artillerikadet, avancerede derefter i 1812 til stykjunker og til sekondløjtnant i artilleriet og blev i 1823 karakteriseret premierløjtnant, hvilken grad han virkelig opnåede 1828. Året forinden fungerede han som tøjhusløjtnant i Fladstrand og Hals, fik 1832 kaptajns karakter og anciennitet, blev 1835 sekondkaptajn ved 6. batteri, over hvilket han i 1841 overtog befalingen. 1838-42 opholdt han sig dog ved Finspong, Stafsjö og Åker kanonstøberier i Sverige som regeringens tilsynshavende for kanonleverancer og modtog ved denne lejlighed en æressabel af kong Carl XIV Johan.
I 1848 blev Ulstrup major, 1850 oberstløjtnant og i 1853 karakteriseret oberst. I størstedelen af tiden 1842-54 var han sekretær i Artilleri- og konstruktionskommissionen og konstruerede den 36/84 punds kystaffutage af 1852. 1854 blev han ansat som kommandør for artilleristaben, og samtidig blev han formand i en kommission, der skulle anstille med miniérifler, samt formand i en espingol-kommission; 1856 blev han stabschef ved generalinspektoratet for artilleriet og tillige formand for en kommission, som havde at indgive forslag angående ordningen af krudtværket på Frederiksværk, hvilket han modtog på Landetatens vegne ved dets overgang dertil i 1857.
Som stabschef (hos general Christian de Meza) udøvede Ulstrup kun ringe indflydelse, og han stilledes derfor i 1858 til artilleribrigadens rådighed, benådedes året efter med Kommandørkorset af Dannebrogordenen og udnævntes i 1860 til overtøjmester og kommandør for tøjetaten. I 1863 tillagdes ham generalmajors karakter, og da ved årets slutning chefen for artilleriet ansattes ved den aktive hær, overtog han kommandoen over det på Sjælland tilbageværende artilleri, idet han samtidig erholdt generalmajors anciennitet. I 1865 fik han sin afsked nåde af krigstjenesten og flyttede kort efter sin hustrus død til Helsingør, hvor han døde 26. juli 1883. 2. juli 1840 havde han ægtet Hanne Anine Christiane Jørgensen (27. november 1812 - 1. november 1865), datter af byfoged i Frederikshavn og herredsfoged i Horns Herred Hans Jacob Jørgensen.